# Sher Shah Suri

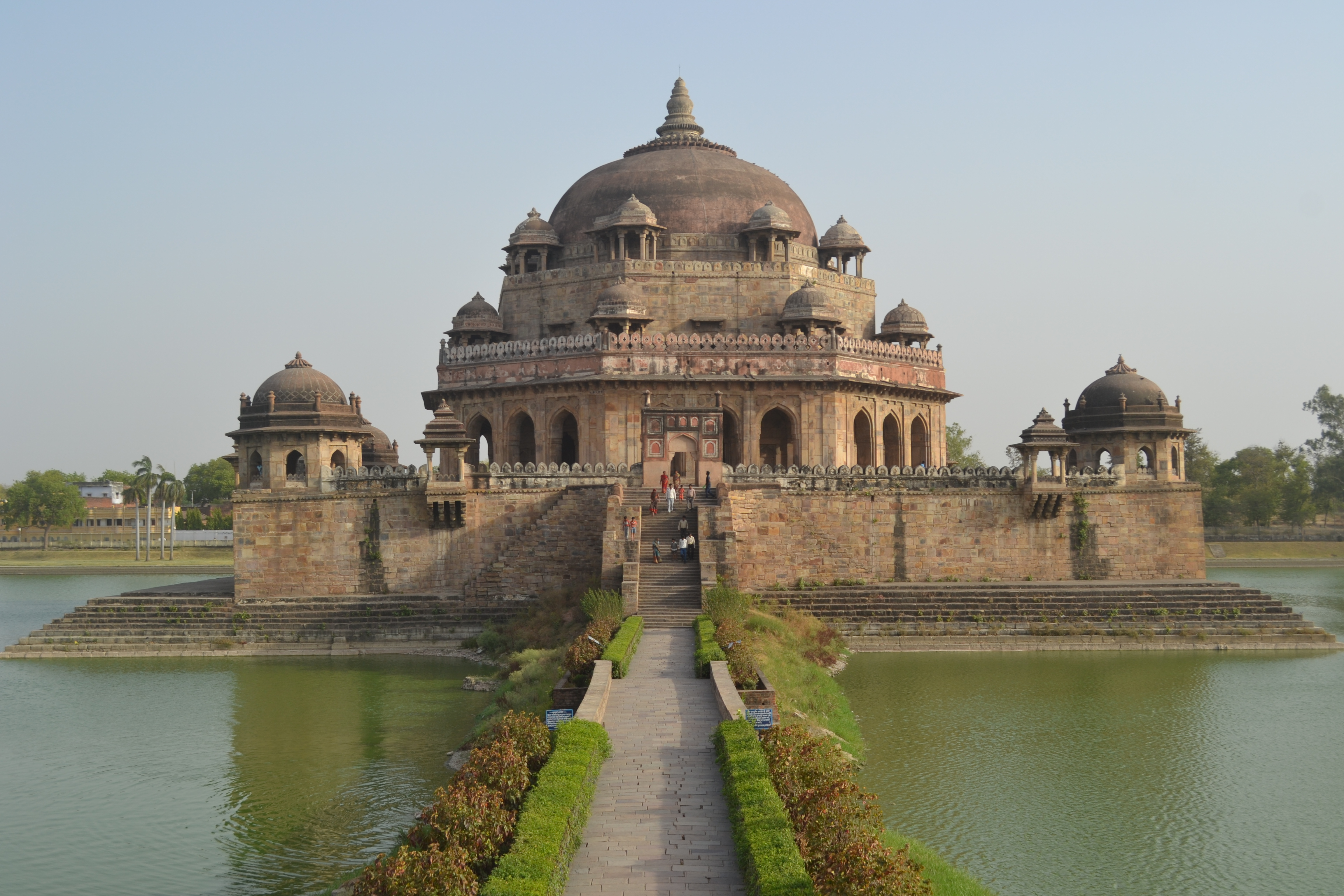
Tumba de Sher Shah Suri, un magnífico mausoleo de piedra caliza rojiza erigido en 1540- 1545 en la ciudad de Sasaram.

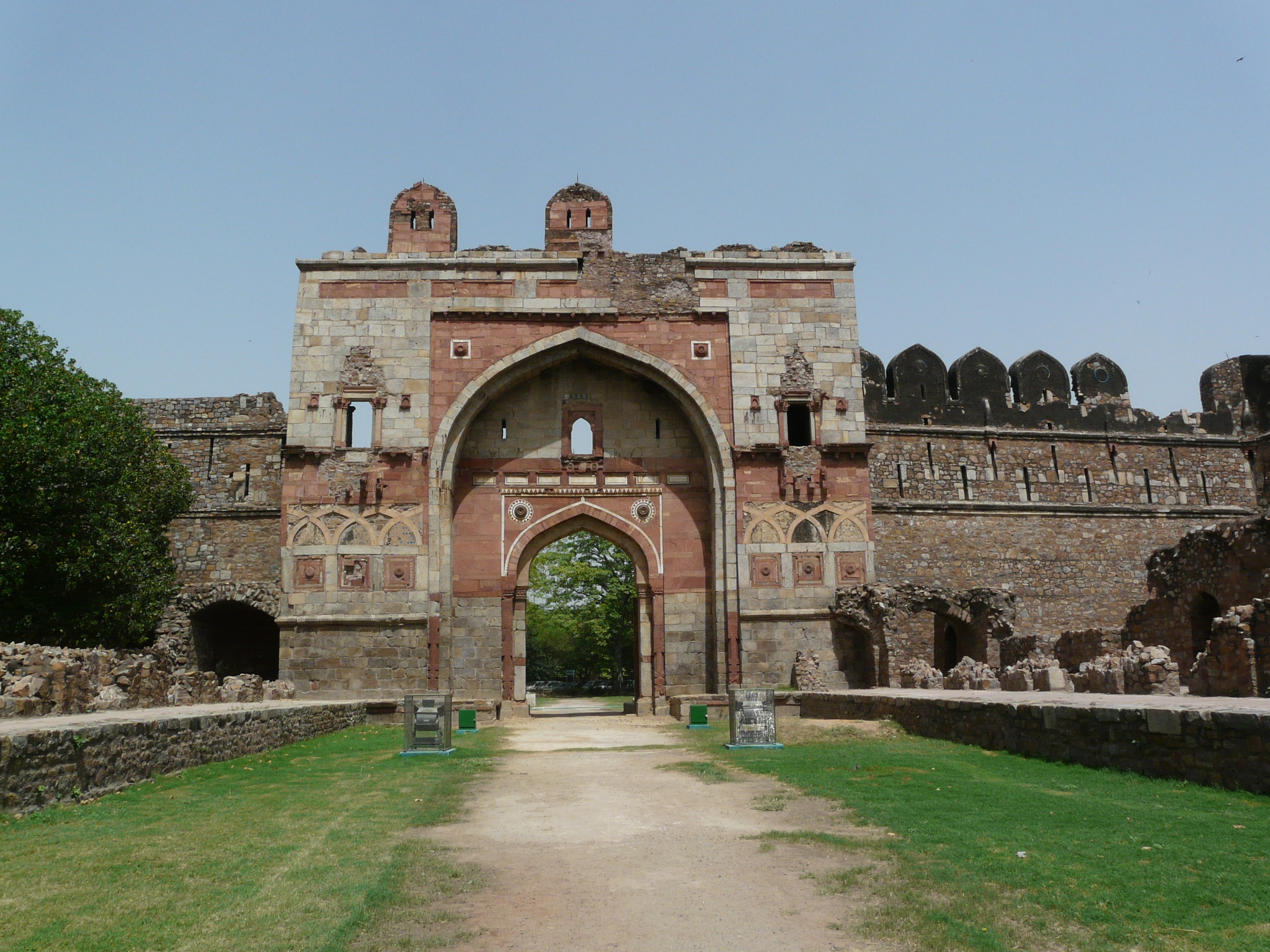
Lal Darwaza o Puerta de Sher Shah, la puerta sur de Shergarh

Sher Shah Suri (Sasaram, 1486-22 de mayo de 1545; en pastún: فريد خان شير شاہ سوري‎, Farīd Xān Šer Šāh Sūrī; en bengalí: শের শাহ সুরি), de nombre de nacimiento Farid Khan, también conocido como Sher Khan ('Rey León'), fue un emperador fundador del Imperio suri en el subcontinente indio, con su capital en Delhi. Se rebeló y tomó el control del Imperio mogol en 1540. Después de su muerte en 1545, le sucedió su hijo Islam Shah. De origen pastún, sirvió como soldado raso antes de  convertirse en comandante en el ejército mogol bajo las órdenes de Babur y luego como gobernador de Bihar. En 1537, cuando el hijo de Babur, Humayun, estaba en una expedición, Sher Khan invadió el estado de Bengala y estableció la dinastía Suri. Además de un estratega brillante, Sher Shah demostró ser también un brillante administrador. Su reorganización del imperio sentó las bases para los posteriores emperadores mogoles, en particular para Akbar el Grande hijo de Humayun.

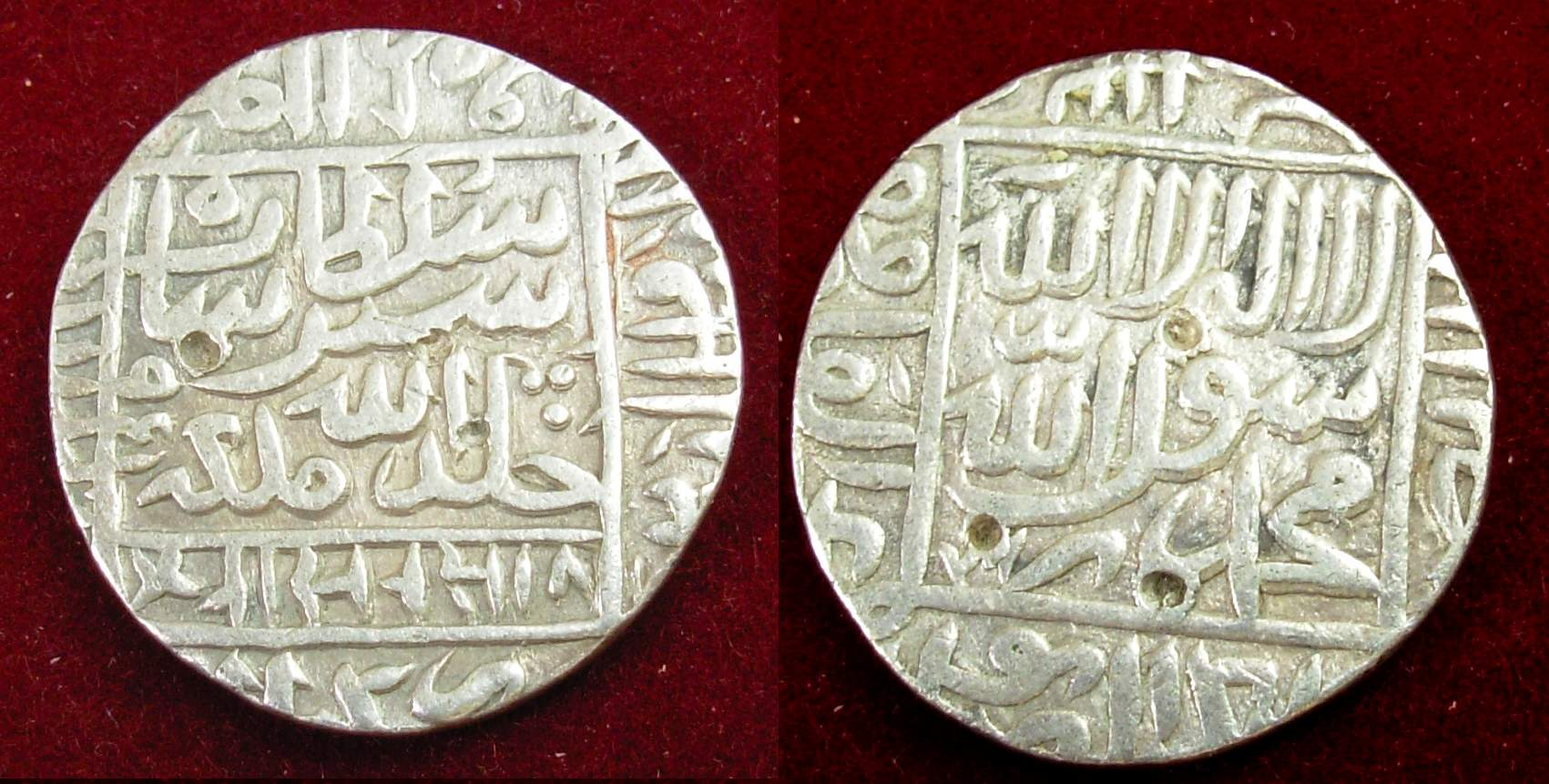
la moneda de 178 gramos de plata acuñada por Sher Shah Suri fue la primera rupia

Durante su mandato de cinco años, desde 1540 hasta 1545, estableció una nueva administración civil y militar, emitió la primera rupia y reorganizó el sistema de correos de la India. Perfeccionó la ciudad creada por Humayun Dina-panah y la renombró como Shergarh y revivió la histórica ciudad de Pataliputra como Patna, que había estado en declive desde el siglo VII. Extendió la magnífica ruta del Grand Trunk Road de Chittagong, en Bangladés, hasta la ciudad de Kabul, en el actual Afganistán. 
También es recordado por haber matado a un tigre adulto con sus propias manos en una selva de Bihar.
Está enterrado en la tumba de Sher Shah Suri, un magnífico mausoleo de piedra caliza rojiza erigido en la ciudad de Sasaram (actual estado de Bihar. Fue construido entre 1540 y 1545, y fue inaugurado el 13 de mayo de 1545, apenas tres meses después de su muerte.